# Kegalla Division
Kegalla Division är en division i Sri Lanka.   Den ligger i provinsen Sabaragamuwa, i den centrala delen av landet, 60 km nordost om huvudstaden Colombo.